# مانور (فیلم ۱۹۸۹)
مانور (به هندی: Dav Pech) و (به انگلیسی: Manoeuvre) فیلمی هندی محصول سال ۱۹۸۹ و به کارگردانی کاوال شارما است. در این فیلم بازیگرانی همچون جیتندرا، بهانوپریا، باب کریستو، شاکتی کاپور و پریم چوپرا ایفای نقش کرده‌اند.